# Entwicklungsserie
L'Entwicklungsserie, également connu comme E-serie, est une série de prototypes ou projets de blindés standardisés allemands lors de la Seconde Guerre mondiale.
La série était déclinée en six classes de poids : E-5, E-10, E-25, E-50, E-75 et E-100, à partir desquelles de nombreuses variantes devaient être produites. Ces véhicules, utilisant de nombreuses pièces communes, devaient remplacer les Panther, Tigre, Tigre II, ainsi que des canons d'assaut et des engins antiaériens.
Pour faire face au parc blindé ennemi, la production doit assurer une amélioration à la fois quantitative et qualitative. Un plan de modernisation est initié en mai 1942 sous l'impulsion de l'Oberbaurat Heinrich Ernst Kniepkamp (ci-contre), ingénieur en chef du Waffenprüfamt 6 (Département de développement des véhicules blindés du Heereswaffenamt). Le programme Entwicklungstypen (« types standards ») ou Einheitsfahrgestell (« châssis à usage multiple ») est validé en avril 1943 pour une production escomptée en 1945-1946.
En vue de la standardisation et de la modernisation des engins, le cahier des charges note certains critères précis, élaborés en tenant compte des retours d'expérience des équipages de blindés. Les pièces d'assemblages seront interchangeables selon le modèle de char. Les châssis doivent être le plus bas possible et bénéficier de nouvelles suspensions placées en extérieur. Les organes de direction et de transmission doivent être placés à l'arrière, au plus près du bloc moteur (nouvelles motorisations prévues), de manière à dégager de l'espace et du poids, réinvestis à l'avant par l'accroissement du blindage, renforcé par zingage et une attention portée aux soudures. Les pièces d'artillerie doivent être équipées de systèmes de stabilisation, d'organes de visée améliorés, voire de télémètre ; les appareils de vision nocturne à infrarouge, en cours d'élaboration, doivent être facilement installables.
À l'arrêt des hostilités, aucun exemplaire d'Entwicklungstyp ne sera achevé et il n'y aura, au mieux, que quelques châssis-prototypes en cours d'élaboration. Les données historiques concernant les modèles demeureront sans doute incomplètes voire faussées, car entachées de voiles successifs : destructions des documents originaux en 1945, renseignements parcellaires des acteurs transmis aux Alliés, extrapolations intuitives des auteurs actuels, imagination fantaisiste sur les « armes secrètes nazies » qui foisonne dans divers médias… De nombreux faux projets de blindés existent ainsi (au-delà des « paper panzers »), en particulier dans le modélisme, le web et les jeux vidéo, où sont représentés, entre autres, des « E-79 Schwarzwolf » ou des « E-90 Säbeltiger »,.

## Liste des classes de l'E-serie

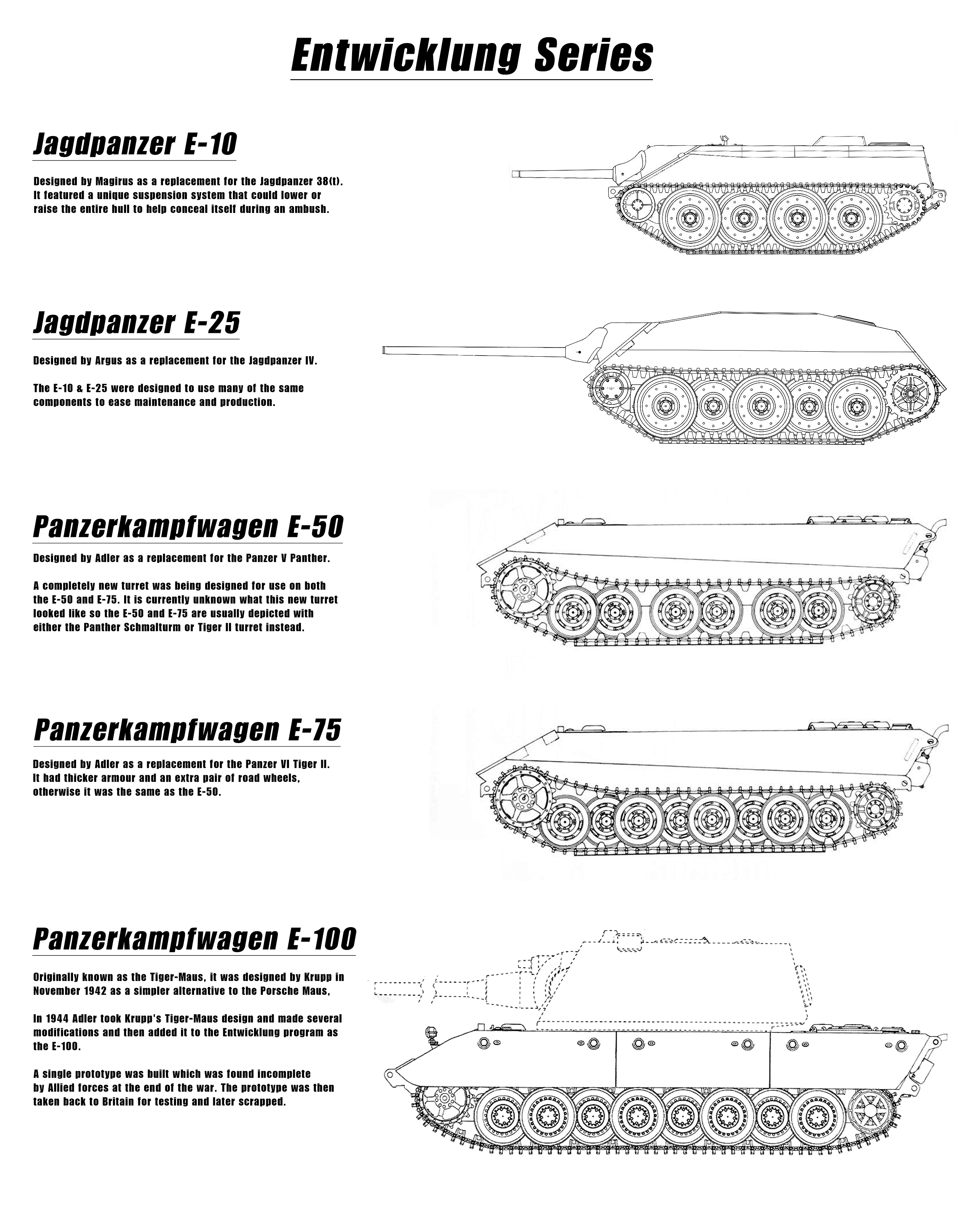
Représentation des divers modèles de l'Entwicklungsserie. Le E-5 est mis à part ; la tourelle du E-100 est inexacte et correspond à celle du Maus.

- E-5 : gamme d'engins légers destinés au remplacement de véhicules tels que les Pzkpfw I et II, la série des SdKfz 250 et, entre autres, de nombreux véhicules de servitude.
- E-10 : gamme d'engins destinés au remplacement de véhicules tels que les Sdkfz 234 Puma et Jagdpanzer 38(t).
- E-25 : gamme d'engins destinés au remplacement des Pzkpfw III et IV et véhicules antichars équivalents.
- E-50 : gamme d'engins moyens de 50 à 75 tonnes destinés au remplacement du Panther et du Panther II (de) dérivés. Cette version devait former l'ossature de l'arme blindée allemande.
- E-75 : gamme d'engins lourds de 75 à 100 tonnes destinés au remplacement du Tiger I et Tiger II, avec un châssis et une tourelle modifiée de ce même char, armés du même canon de 88 mm ou d'un 105 mm, pour un poids estimé entre 75 et 100 tonnes.
- E-100 : nouvelle catégorie de chars super-lourds atteignant plus de cent tonnes, plus légers toutefois que le Maus, armée soit d'un canon de 128 mm, de 150 mm, voire de 170 mm. Un prototype non achevé devait être armé d'un canon de 128 mm.

## LesEntwicklungstypen

### E-5 (E-5 «Rutscher»)
L'existence d'un projet de véhicules de cinq tonnes au sein des Entwicklungstypen ne fait pas consensus, en particulier dans le monde anglo-saxon. Il est vrai qu'un rapport de l'US Ordnance Technical Intelligence'' de 1945, basé sur les déclarations d'un ingénieur travaillant sur E-100 et Grille 17, mentionne seulement cinq types,. Il semble toutefois que le Wa Prüf 6 ait demandé le développement d'un petit blindé, agile et bas, simple à produire et à utiliser. 5 prototypes seront commandés.
Le projet voit le jour le 23 janvier 1945 à l'initiative du général Wolfgang Thomale (en), et est semble-t-il rattaché à la E-Serie. Il s'agit de créer un blindé très léger (5 t), petit et rapide, à forte capacité antichar. Il doit être conçu rapidement, pour fournir un appui-feu blindé aux unités d'infanterie. Le Waffenprüfamt 6 en confie le développement à plusieurs firmes (une vingtaine y répondent) dont BMW qui reprend son projet de chasseur de chars Panzerkleinzerstörer armé d'un Pak 39, datant de la fin 1943. Les nouveaux plans prévoient de monter un, voire deux tubes conjoints du 8-cm PWK 8H63, un nouveau canon à haute/basse pression, léger, économique et efficace : son Hohladungsgranate - charge creuse - de 81,4 mm apparait plus performante à 500 mètres que la Panzergranate 39/42 du Panther, sa portée est néanmoins limitée à moins de 1 000 mètres. Le blindage fin ne protège que des tirs d'armes individuelles. BMW et Daimler-Benz achèvent une maquette en bois mais un rapport du 19 mars 1945 de Heinz Guderian s'inquiète du délai de finalisation de ce Rutscher (littéralement « le glisseur ») estimé à un an ou deux. Le projet est avorté en avril,.
Dans l'esprit national-socialiste de fin de guerre qui envisageait par ailleurs de faire piloter des jets He 162 par des Jeunesses hitlériennes, ce « petit destructeur blindé » à forte puissance de feu devait pouvoir être utilisé par n'importe quel landser, après une formation sommaire. Il s'apparente ainsi aux concepts de « chasseur du peuple » et « chasseur d'urgence » demandés par le RLM, ainsi qu'au léger B IV Wanze déployé lors de la bataille de Berlin. Son blindage extrêmement léger n'est compensé que par sa furtivité : il aurait été un des blindés chenillés les plus rapides des années 1940, et sa faible hauteur demeure inégalée.
Dans l'Après-guerre, les chasseurs de chars ne suivront pas la voie du Rutscher, hormis le CATI 90 belge (Canon Anti Tank d'Infanterie) : chasseur de chars très léger (4,8 tonnes) sur châssis Loyd Carrier, il porte un canon à basse pression proche du système du PWK 8H63, le MECAR de 90 mm,. Le chasseur léger japonais Type 60 106 mm a lui aussi une configuration bitube. Enfin, un lien de parenté est évident avec les prototypes de Kampfpanzer 3 des années 1970.

### E-10 (E-10 «Hetzer»)
Le Entwicklungstyp de dix tonnes est une plate-forme blindée déclinable (Mehrzweckfahrzeug) en divers véhicules de combat : char de reconnaissance remplaçant le Luchs, automoteur d'artillerie (Panzerjäger et Waffenträger), transport de troupes, chasseur de chars. C'est cette dernière catégorie qui est développée en priorité dès novembre 1943, dans l'urgence de disposer d'un véhicule antichar en grand nombre à disposition des divisions d'infanterie de la Heer et en complément ou remplacement du Jagpanzer 38(t) et du futur Jagdpanzer 38(d). Le projet « Hetzer » (« traqueur », « piqueur ») est confié au Doktor Hasselgruber de la firme Klöckner-Humboldt-Deutz-Magirus AG. Elle prend comme modèle le Jagdpanzer 38(t) — c'est par ailleurs à la suite d'une erreur administrative que le surnom de « Hetzer » aurait été attribué à celui-ci — et le redessine avec un blindage amélioré. L’élément le plus notable de la machine est sa capacité à s'abaisser lorsqu'elle est à l'arrêt, ce qui lui confère une silhouette extrêmement basse propre au camouflage et à l'embuscade : par un système de vérins couplé au moteur, la suspension permet au véhicule haut de 1,76 mètre en « position route » de se tapir à 1,40 mètre en affût. Sa puissance de feu est importante (du moins en 1943) avec l'installation d'un 7,5-cm Pak 39 long de 48 calibres. Le choix définitif de la motorisation se porte sur un Maybach HL101 à injection, développant une puissance de 550 chevaux à 3 800 tr/min. Associé à des chenilles larges de 40 cm, huit roues de un mètre de diamètre et un poids mesuré, le bloc propulseur assure au Jagdpanzer une grande agilité.

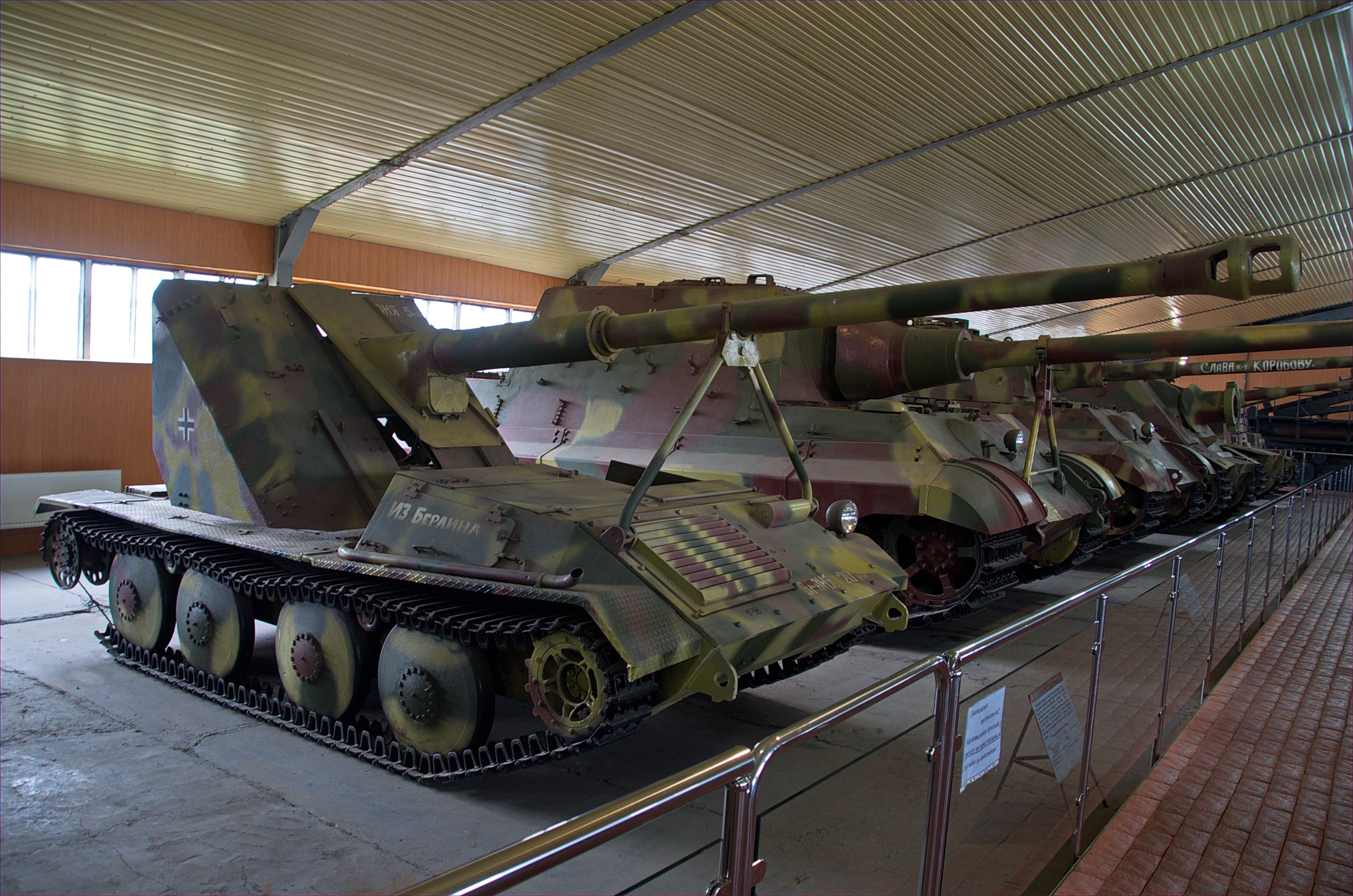
8,8-cm Waffenträger sur châssis tchèque modifié.

D'après Heinrich Ernst Kniepkamp du Wa Prüf 6 et coordinateur du programme E, les plans sont achevés à l'été 1944 et trois prototypes commandés à Magirus. La production doit débuter à la fin de 1945, à une cadence prévue de mille engins par mois. A cette date toutefois, le 75 mm lang aurait bien du mal à percer le blindage des derniers chars ennemis mis en service, et il est prévu fin 1944 d'étudier l'installation d'un 75 mm de 70 calibres ou d'élaborer un Waffenträger armé d'un 88 mm L/71 (ce qui fut testé sur châssis de Panzer 38(t), ci-contre), une plate-forme porte-canon qui résoudrait le principal défaut des canons antichars lourds : l'absence de mobilité qui grève l'intervention rapide sur le champ de bataille et le retrait en cas de tirs de contre-batterie. Les trois caisses construites seront capturés par l'Armée Rouge en 1945.

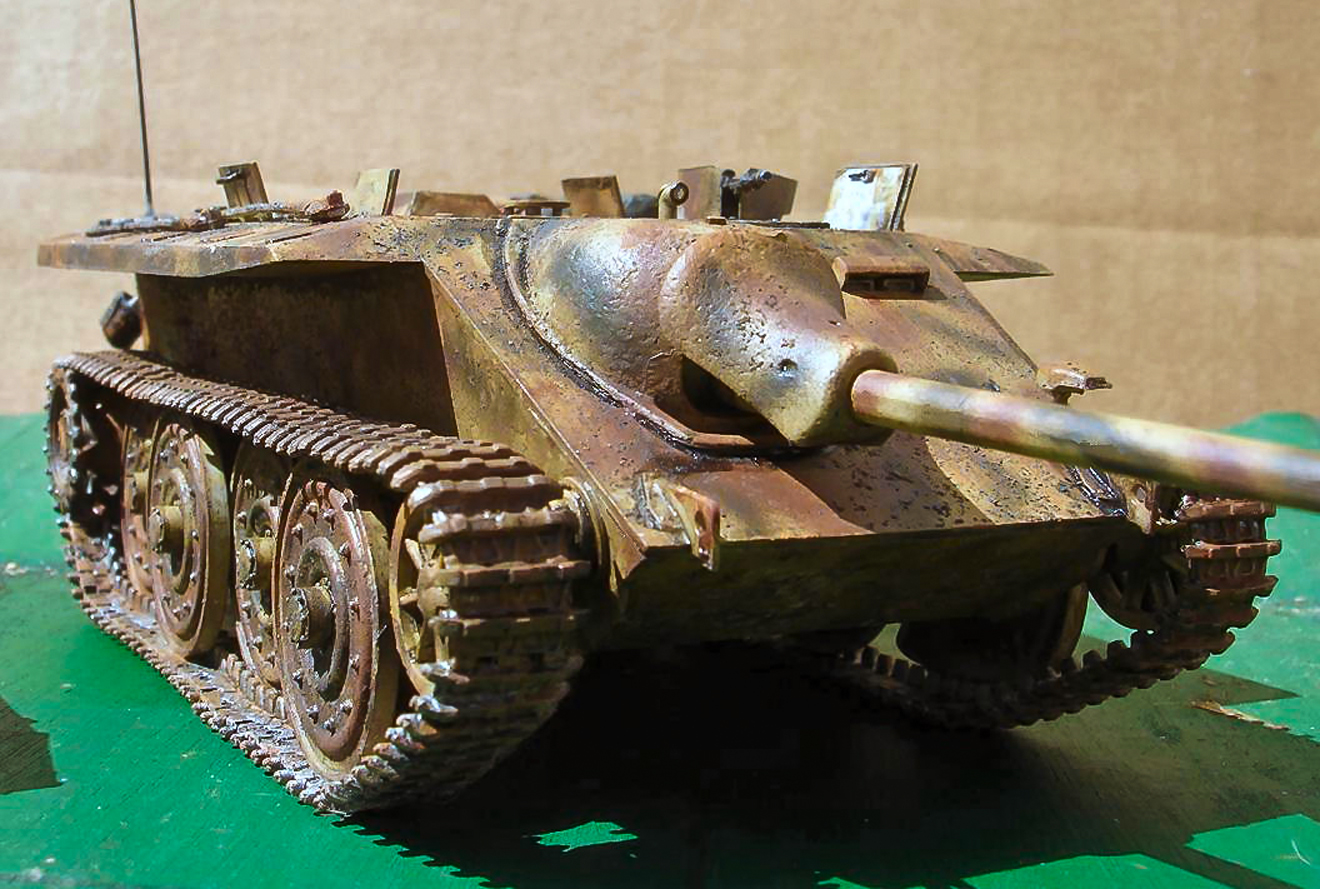
Maquette du E-10 au 1/35.

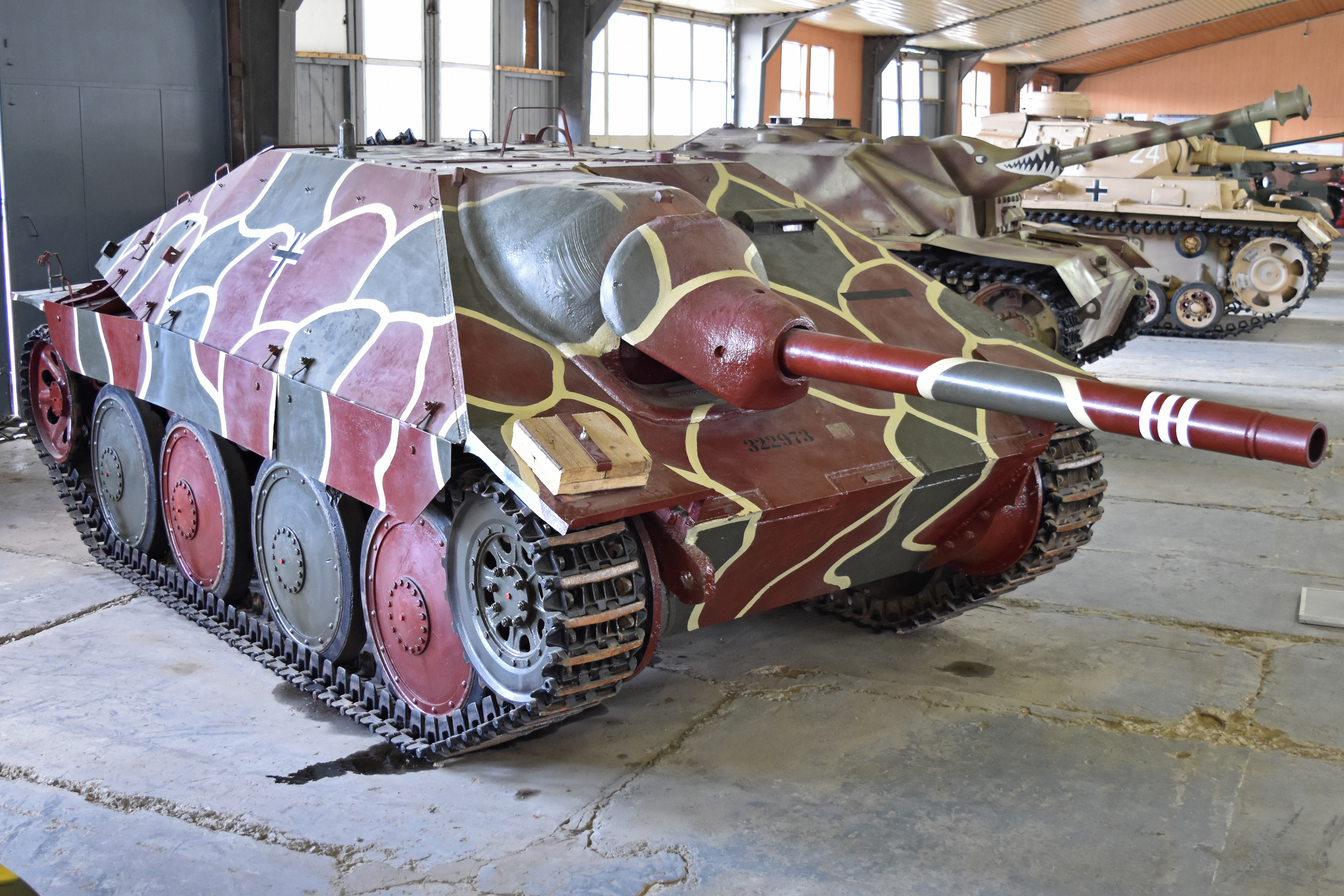
A titre de comparaison, un Jagdpanzer 38(t). Il partage avec le E-10 un mantelet (ou masque) de canon Saukopf (« tête de cochon ») protégeant la base du même tube de 75 mm L/48. La version proprement allemande (Jagdpanzer 38(d)) aurait eu les mêmes lignes.

### E-25
Le E-25 devait être décliné en divers types selon les utilisations (en particulier un char de reconnaissance), mais est surtout connu en tant que Jagdpanzer. Furent en effet conçus les plans d'un chasseur de chars à casemate fermée et à canon à l'avant, selon une silhouette rappelant les Jagdpanzer IV/70 et Jagdpanzer 38(t). Certains auteurs lui attribuent le surnom de « Jaguar », sans préciser s'il provient d'une source historique.
Le Jagdpanzer doit être doté d'un canon antichar long 75 mm Pak 42 L/70 ; bien que sa redoutable efficacité soit battue en brèche par le blindage des derniers chars lourds ennemis (Pershing, IS-2 et IS-3, Centurion), elle demeure une réponse adéquate face aux chars moyens. Elle serait accentuée par la pose d'un système de chargement automatique (Mehrladeeinrichtung) pour le KwK 42/2 en cours d'élaboration en 1945, ou le projet d'installation d'un barillet rotatif reprenant le principe du BordKanone 7.5.
La conception du E-25, dès 1944, est assurée par la firme Argus Motoren Gessellschaft m.b.H sous la responsabilité de l'ingénieur Hermann Klaue (ci-contre). Des éléments du E-10 sont repris, en particulier les roues cerclées de caoutchouc d'un mètre de diamètre. Pour la motorisation est envisagé en un premier temps un Maybach HL100 à 12 cylindres en V de 400 chevaux, avant que ne soit décidé en mars 1945 l'installation d'un Maybach HL101 (comme le E-10), dont les études ont débuté en juillet 1944. En attendant la finalisation de celui-ci, les prototypes auraient dû recevoir le « classique » Maybach HL230 P30. La vitesse et l'agilité auraient été ainsi les points forts de l'engin, ceci au détriment d'un blindage plus restreint par rapport à son « aîné », le Jagdpanzer IV.
En remplacement du 75 mm L/70 fut semble-t-il envisagé l'intégration d'un canon de 105 mm, par exemple les KwK 45 L/52 ou KwK 46 L/68 en cours d'études. D'autres sources penchent pour un 8,8-cm Pak 43. L'armement secondaire pour la défense rapprochée, assurée par une petite tourelle dorsale, est sujet à caution. En l'absence de traces écrites, seuls les plans permettent de distinguer un canon automatique à culasse courte 3-cm Mk 108. L'intégration de sa culasse, et plus encore d'un servant, demeure problématique dans l’exiguïté de ce tourelleau qui serait rapidement saturé de fumée de tir. Ce dernier semble à destination antiaérienne tout autant qu'antipersonnel, bien que viser un aéroplane paraît des plus ardues en ces conditions. De façon plus réaliste, la tourelle est en mesure d'accueillir une mitrailleuse.
En janvier 1945, la Entwicklungskommission valide la poursuite des études et le début de la production. Selon Heinrich Kniepkamp, responsable de la Entwicklungsserie, trois prototypes de châssis auraient été assemblés par Alkett-Berlin avant l'occupation soviétique, sans que l'on en trouve trace,. Quelques châssis ont été fabriqués (avant le 23 janvier 1945) et se trouvaient à Katowice (Pologne), prêts à partir vers Berlin pour évaluation.

Vue d'artiste du Jagdpanzer E-25. Le tourelleau est ici armé d'une mitrailleuse.

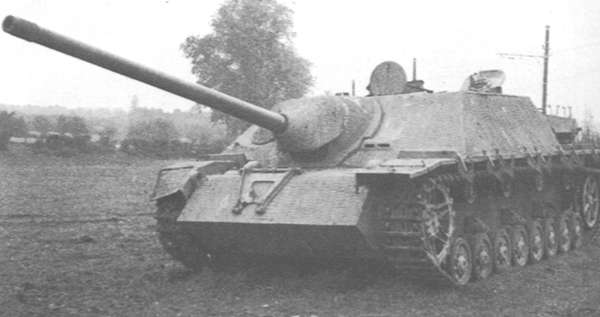
A titre de comparaison, un Jagdpanzer IV/70, prédécesseur direct du E-25, pourvu du même canon long de 70 calibres.

| Comparaison du E-25 « Jaguar » avec divers chars de masse équivalente | Comparaison du E-25 « Jaguar » avec divers chars de masse équivalente | Comparaison du E-25 « Jaguar » avec divers chars de masse équivalente | Comparaison du E-25 « Jaguar » avec divers chars de masse équivalente | Comparaison du E-25 « Jaguar » avec divers chars de masse équivalente | Comparaison du E-25 « Jaguar » avec divers chars de masse équivalente | Comparaison du E-25 « Jaguar » avec divers chars de masse équivalente | Comparaison du E-25 « Jaguar » avec divers chars de masse équivalente | Comparaison du E-25 « Jaguar » avec divers chars de masse équivalente | Comparaison du E-25 « Jaguar » avec divers chars de masse équivalente | Comparaison du E-25 « Jaguar » avec divers chars de masse équivalente |
| Nationalité                                                           | Reich allemand                                                        | Reich allemand                                                        | Reich allemand                                                        | États-Unis                                                            | États-Unis                                                            | Union soviétique                                                      | Union soviétique                                                      | France                                                                | Allemagne de l'Ouest                                                  | Suède                                                                 |
| Blindé (mise en service)                                              | JgdPz E-25                                                            | JgdPz IV/70 (1944)                                                    | PzKpfw IV J (1944)                                                    | M18 Hellcat (1943)                                                    | M41 Walker Bulldog (1951)                                             | SU-85 (1943)                                                          | ASU-85 (1959)                                                         | AMX-13 (1952)                                                         | Kanonenjagdpanzer (1965)                                              | Stridsvagn 103 (1967)                                                 |
| --------------------------------------------------------------------- | --------------------------------------------------------------------- | --------------------------------------------------------------------- | --------------------------------------------------------------------- | --------------------------------------------------------------------- | --------------------------------------------------------------------- | --------------------------------------------------------------------- | --------------------------------------------------------------------- | --------------------------------------------------------------------- | --------------------------------------------------------------------- | --------------------------------------------------------------------- |
| Armement principal                                                    | 75 mm L/70                                                            | 75 mm L/70                                                            | 75 mm L/48                                                            | 76,2 mm L/52                                                          | 76 mm                                                                 | 85 mm L/52                                                            | 85 mm L/67                                                            | 75 mm                                                                 | 90 mm L/40                                                            | 105 mm L/52                                                           |
| Masse                                                                 | 26 t (?)                                                              | 25 t                                                                  | 20 t                                                                  | 18 t                                                                  | 23,5 t                                                                | 29,6 t                                                                | 15,5 t                                                                | 14,8 t                                                                | 27 t                                                                  | 39 t                                                                  |
| Vitesse max. sur route                                                | 70 km/h                                                               | 38 km/h                                                               | 38 km/h                                                               | 92 km/h                                                               | 72 km/h                                                               | 55 km/h                                                               | 45 km/h                                                               | 60 km/h                                                               | 70 km/h                                                               | 60 km/h                                                               |
| Puissance massique                                                    | 22 ch/t                                                               | 12,5 ch/t                                                             | 12 ch/t                                                               | 19 ch/t                                                               | 21 ch/t                                                               | 16,7 ch/t                                                             | 13,5 ch/t                                                             | 16,7 ch/t                                                             | 18,5 ch/t                                                             | 18 ch/t                                                               |
| Blindage tourelle avant                                               | -                                                                     | -                                                                     | 50 mm                                                                 | 25 mm /23°                                                            | 32 mm /50°                                                            | -                                                                     | -                                                                     | ?                                                                     | -                                                                     | -                                                                     |
| Blindage caisse avant                                                 | 50 mm /50°                                                            | 80 mm                                                                 | 80 mm                                                                 | 12,7 mm                                                               | 32 mm /60°                                                            | 45 mm                                                                 | 45 mm                                                                 | 40 mm                                                                 | 50 mm                                                                 | 60 mm                                                                 |

### E-50 Standardpanzer
Le projet d'un char de la classe des cinquante tonnes est destiné à fournir un char de bataille standard (standardpanzer) aux unités blindés. Il remplacerait ainsi les PzKpfw IV, dont l'arrêt de production est prévu en 1945, et le PzKpfw V Panther, qui doit connaître à la mi-1945 une dernière version, l'ausf. F, en attendant les premières livraisons du E-50 prévues pour l'année suivante. Celui-ci reprend par ailleurs la tourelle Krupp Schmalturm du Panther ausf. F et une silhouette semblable. Le char moyen, qui ne doit pas être confondu avec le projet inabouti du Panther II (qui devait succéder au Panther ausf. D), doit être décliné en char lourd avec le E-75 (voir infra). Les usines Wesserhutte et Adlerwerke semblent avoir construit et testé un châssis à la fin de 1944, sans que les résultats ne soient connus. Aucune source d'époque ne mentionne la déclinaison du E-50 en chasseur de chars ou autre.

#### TourelleSchmalturm

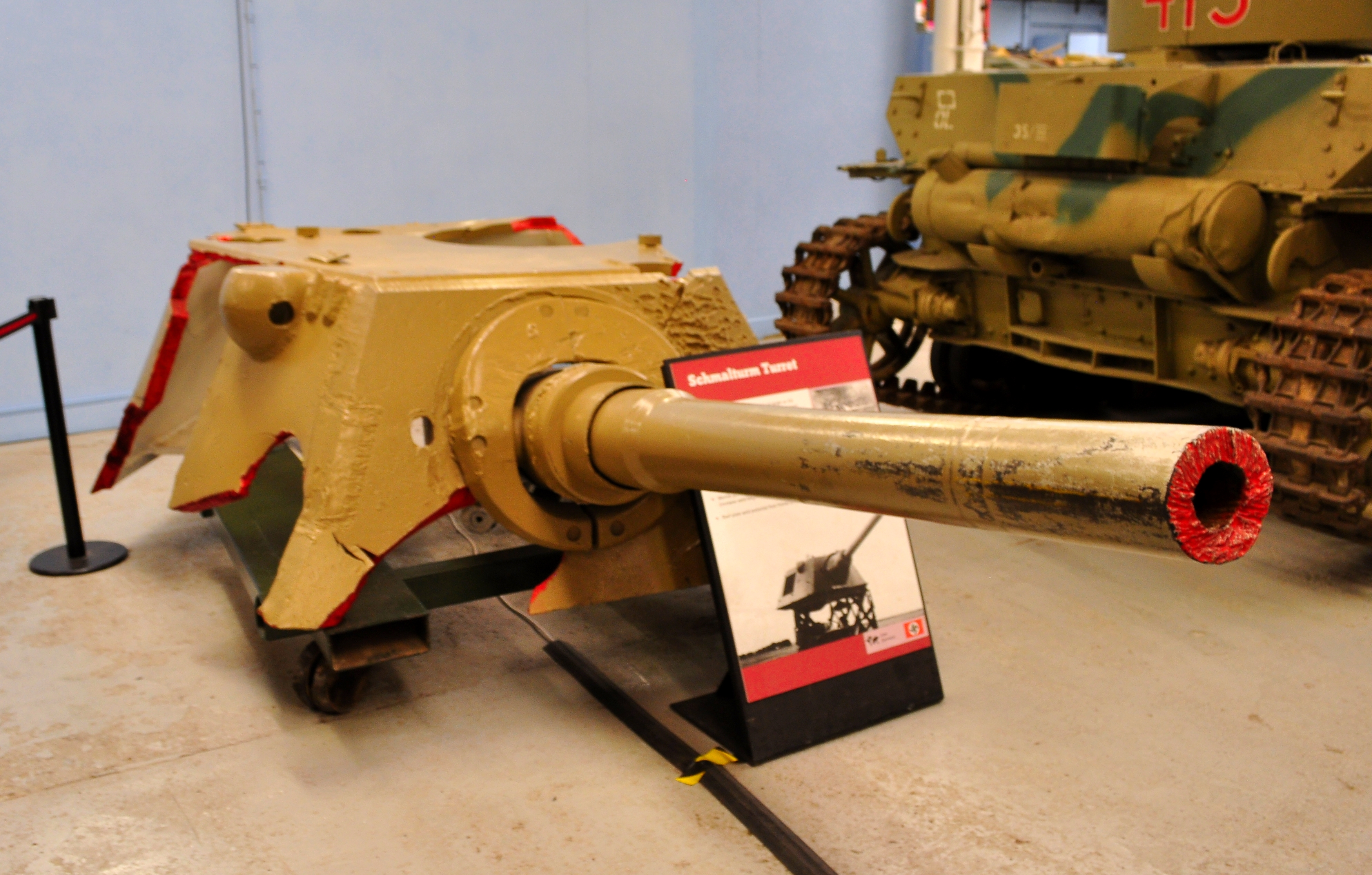
Restes d'une tourelle Schmalturm.

Pour raccourcir les délais de conception et simplifier la production, le futur E-50 disposera donc de la tourelle du Panther ausf. F. Bien qu'elle n'ait pas fait ses preuves au combat, elle apparaît comme une nette amélioration de la tourelle du Panther G. Plus petite, elle dispose aussi de blindage amélioré, en particulier sur les côtés (notoirement insuffisant sur les Panther de série — 60 mm au lieu de 45) et un profil balistique accentué. Elle est aussi plus simple à fabriquer, avec un temps d'usinage de 40 % en moins. Son canon KwK 44/1 de 7,5-cm L/70 est également simplifié par rapport au KwK 42. Elle intègre enfin un télémètre stéréoscopique qui améliore grandement la précision des tirs, et accueille facilement les nouveaux dispositifs infrarouges de vision nocturne FG 1250 « Sperber ». Le 23 janvier 1945, lors d'une réunion de la Entwicklungskommission panzer, il est demandé s'il est possible de réarmer la tourelle avec un 8,8-cm KwK 43 L/71. Les bureaux d'études de Krupp répondent par l'affirmative le 12 février, moyennant quelques modifications structurelles, dont l'élargissement du puits de tourelle. Le E-50 aurait ainsi bénéficié dès sa création du canon équipant le Tiger II. Comme les autres modèles de la E-Serie, il doit bénéficier d'un système de stabilisation. En sus d'une mitrailleuse coaxiale MG-42, la tourelle accueille en armement secondaire une nahverteidigungswaffe lance-grenades, peut-être remplacé par le dispositif « Krummlauf » de tir courbe au Sturmgewehr 44. Trois des membres d'équipage (chef de char, tireur, chargeur) y prennent place.

#### Caisse
Si la forme générale reprend les lignes du Panther et du Tiger II, les caractéristiques du blindage demeurent inconnues. Le cahier des charges du programme demande simplement une plaque avant très épaisse. Celle-ci aurait bénéficié d'une inclinaison de 30°, les parois frontales et arrières l'étant à 45°. La caisse doit être construite selon un principe modulaire et se divise en trois parties (compartiment moteur, poste d'équipage, glacis avant) « aisément » remplaçables (théoriquement en une demi-heure d'atelier). Cela aurait facilité en outre les temps d'assemblage en usine, avec un gain estimé à 25 %. Le E-50 doit être motorisé avec un nouveau bloc 12 cylindres essence Maybach HL234, développement du HL230 pourvu d'une injection directe. Sa puissance est estimée à 800 cv (voire 900), pour un rendement, efficace, de 16 chevaux par tonne. Cela en fait le char de combat le plus équilibré de la série : le T-54A avancera 14,2 cv/t et le M26 Pershing 12 cv/t. Au plus près du bloc propulseur (et non plus à l'avant) sont positionnés la transmission hydraulique Adler à huit rapports et les barbotins. Le train de roulement comporte six galets de chaque côté, la suspension Adlerwerke étant constituée du nouveau système de rondelles Belleville en extérieur,.

#### Jagdpanther II (E-50)?
Lorsque le projet Panther II est abandonné avec l'arrivée du Panther Ausf. A, certains plans sont repris pour dessiner un chasseur de chars. Ils seront réactivés après l'introduction du Jagdpanther, dans le but de donner au châssis PzKpfw V une plus grande puissance de feu, avec la mise en casemate arrière d'un 12,8-cm Pak 80 L/55, identique au canon équipant le Jagdtiger. Difficile de savoir si cette structure aurait été adaptée à la nouvelle plate-forme E-50 sous le nom postulé de Jagdpanther II (E-50). Aussi, si l'existence d'un projet de Jagdpanther II sur châssis de Panther est assuré, son extrapolation sur plate-forme E-50 ne demeure qu'une hypothèse plausible.

### E-75 Standardpanzer
L'étude du char standard E-75 est menée conjointement avec celle du E-50. En effet, il en est une version « alourdie », en particulier par un blindage plus épais et un canon plus imposant. Ils peuvent ainsi être construits sur les mêmes chaînes de montage. L'usine Adler de Francfort reprend donc le châssis et la motorisation : avec le retard de développement pris par le puissant HL233 à injection et compresseur mécanique (1 100 ch théoriques), les ingénieurs intègrent le Maybach HL234 déjà cité. Il assurerait une puissance massique d'environ 10 chevaux par tonne, une valeur (assez faible) semblable à celle du Tiger II (ci-dessous) dont le E-75 serait le successeur. Son poids serait comparable à celui du Jagdtiger. Pour accélérer la conception, le standardpanzer réutilise par ailleurs sa tourelle Henschel. Après qu'il fut envisagé de conserver son canon 8,8-cm KwK 43 L/71, qu'il soit allongé à 100 calibres (L/100) ou remplacé par un 10,5-cm KwK 45 L/52, le choix définitif se porte sur un canon 10,5-cm KwK 46 L/68 en cours d'élaboration. Le volume imposant de sa culasse et des munitions pose toutefois problème et nécessiterait l'usage de gargousses et peut-être d'un deuxième chargeur. La pièce stabilisée pourrait détruire des blindés à plus de trois kilomètres de distance, d'autant qu'un télémètre est là aussi intégré à la tourelle.
Comme pour le E-50, l'épaisseur du blindage de la caisse n'est pas connue (les valeurs du tableau sont des estimations) L'accroissement du poids est compensé par une suspension supplémentaire et huit roues de chaque côté. Aucun prototype ne sera monté avant la capitulation, seule une caisse modifiée de Tiger II aurait été testée à l'usine Dortmund-Hoerder Hüttenverein à la fin 1944.

#### Sturmgeschütz E-75?
La déclinaison en canon d'assaut (sturmgeschütz) du E-75 est là aussi davantage le fruit d'hypothèses que de faits relevés dans les documents historiques. Il n'existe aucun plan ni croquis. Certains mentionnent un poids défini (selon les sources) entre 80 et 85 tonnes, au-delà de celui du Jagdtiger, un blindage incliné à 60°, et surtout une pièce d'artillerie 15-cm Stuk 42 L/52 (150 mm sturmkanone de 52 calibres). Peut-être est-elle dérivée d'un projet Krupp (juillet 1944) nommé Dwg.Bz.3364 long de 67 calibres, ? La mobilité, sans parler d'agilité, d'un tel engin est sujette à caution. De même pour son existence ; tout au plus peut-on penser que les concepteurs allemands avaient prévu, selon le principe de la E-serie, la possibilité de décliner la plate-forme de 75 tonnes.

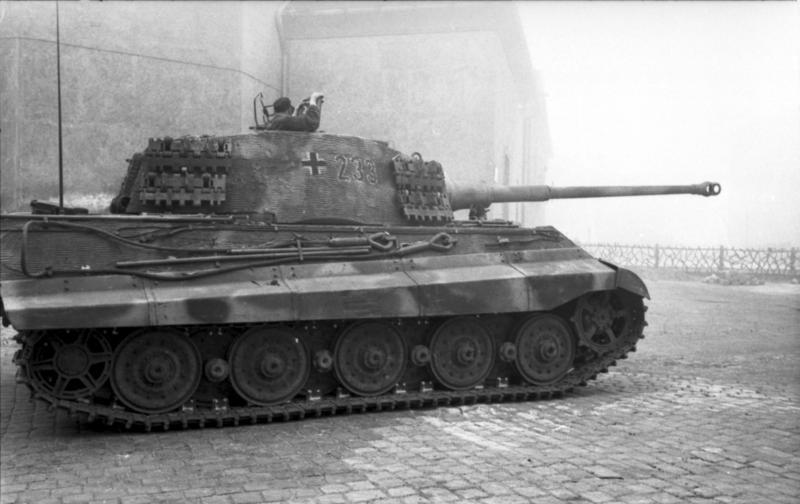
Le Tiger II (ici, fin 1944) fut le char d'assaut le plus lourd déployé lors du conflit ; il devait être remplacé par le E-75, plus massif encore, et à la silhouette similaire.

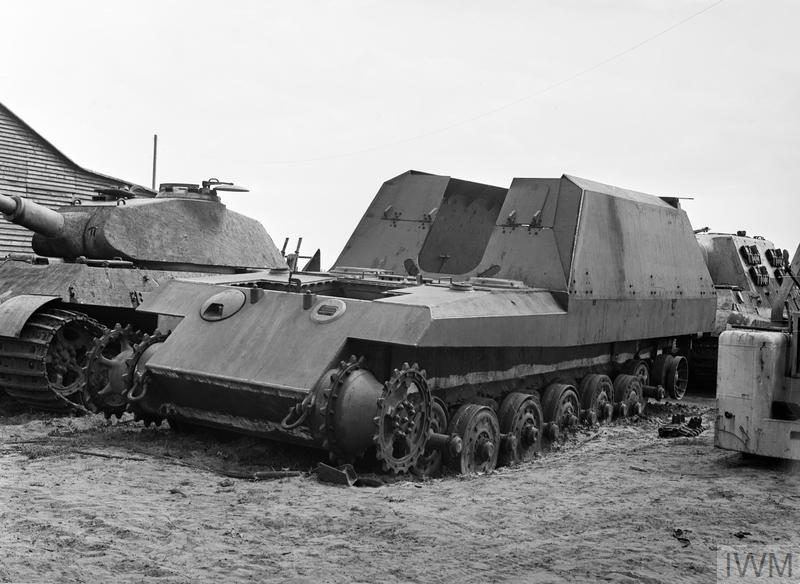
À gauche d'un Tiger II tourelle Porsche et devant un Jagdtiger, châssis et superstructure non achevés d'un Grille 17 capturé par les Britanniques en 1945. Ce prototype Geschützwagen VI destiné à mouvoir un obusier lourd 17-cm K72, sur base allongée du Tiger II, est contemporain mais sans rapport avec l'Entwicklungsserie.

### E-100

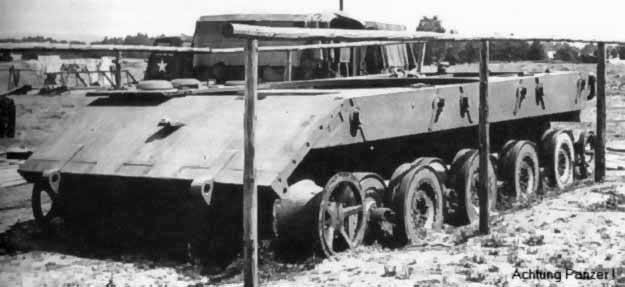
Châssis du E-100 aux mains de la British Army.

Le Tiger-Maus est un projet de Krupp initié en novembre 1942 pour concurrencer les études de chars super lourds de Porsche qui aboutiront au PzKpfw VIII Maus. Il est écarté dès le 3 janvier 1943 mais Kniepkamp le réactive en avril en l'intégrant au E-Programm et en le confiant à Adler. Les travaux reprennent sous la direction du Dr Karl Jenschke (de) (d'autres sources parlent de contrefaçon et d'une copie E-100 Adler du projet W1677/Tiger-Maus de Krupp) et intègrent les suspensions Belleville et l'inévitable Maybach HL234. La tourelle de 35 tonnes prévue (et finalisée le 17 mai 1944), qui semble dotée d'un meilleur profil balistique, est par ailleurs envisagée pour un Maus II. Intégrant un 128 mm, elle doit être armée finalement d'un KwK 44 de 170 mm. Après avoir été crédité d'une commande de 150 exemplaires, l'ordre de Hitler fin 1944 d'annuler les programmes de chars super lourds met fin au développement, bien que trois ingénieurs poursuivent officieusement les travaux. Ils aboutissent à une des concrétisations les plus avancées des Entwicklungstypen : un châssis-prototype est transféré au camp d'entraînement de Haustensbeck Sennelager près de Paderborn et sera capturé par les américains (Ordnance Technical Intelligence), lesquels réaliseront de nombreux clichés avant de le céder aux britanniques qui l'expédieront en Angleterre (juin 1945),.

En l'état actuel des connaissances, l'existence historique d'un projet de chasseur de chars sur base de E-100 demeure sujette à interprétation. Peut-être les ingénieurs allemands ont-ils imaginé un jagdpanzer E-100 armé d'un 17-cm StuK L/50, mais cela reste du domaine de la spéculation,. Il n'en existe aucun plan, et l’appellation de « Krokodil » ne parait pas avoir davantage de consistance historique. Sans doute ce véhicule serait-il en concurrence avec des machines équivalentes sur châssis E-75, aussi les autorités auraient-elles choisi le chasseur le plus adéquat. Plus assuré, un canon d'assaut (Sturmgeschütz) est envisagé -avec croquis- entre mai et juillet 1944, par Krupp, armé d'un 15-cm L/63 ou d'un 17-cm L/53 avec le tourelleau du E-25. Une maquette en bois est sur le point d'être construite lorsque est signifié l'arrêt des études le 21 juillet. 

## Perspectives
La volonté de standardisation voulue par le Troisième Reich, pour la panzerwaffe mais aussi pour l'artillerie, est une nécessité pour une capacité industrielle insuffisante, sans compter les bombardements alliés. Elle semble résoudre, sur le papier, la multiplicité des modèles présents au front et les manquements de la production. Elle apparait toutefois bien tardive, et n'aurait pu être mise en place que dans un Reich acculé sur ses frontières. Bien qu'initiée en 1943, cette rationalisation n'est toujours pas à l'ordre du jour au début de 1945 : aux tentatives d'améliorer l'armement des véhicules existants s'ajoutent de nouvelles propositions disparates, tels le véhicule d'infanterie chenillé Kätzchen, le Jagdpanzer 38(d), le Panther ausf. F, le PzKpfw VIII Maus et Maus II, les plate-forme légères Waffenträger ou les automoteurs lourds Grille, etc. De façon peu pragmatique, le programme E envisage le remplacement de véhicules qui ne sont pas encore entrés en production en avril 1945 ! Il faudrait donc attendre 1946, si tant est que les nouveaux moteurs et canons soient finalisés, et que les chaines de montage puissent opérer leur reconversion. Cette simplification en six modèles est de plus encore au-delà des planifications des grandes nations industrielles que sont les États-Unis et l'Union soviétique, qui fondent leur arme blindée sur le triptyque - voire le couple - (un char léger), un char moyen, un char lourd avec leurs déclinaisons en chasseurs de chars, canons automoteurs. Encore faudrait-il que, à la différence de ce qui se passa dans le IIIe Reich en guerre (pourtant régime dictatorial), l'armée (par l'Heereswaffenamt) eût pu faire prévaloir ses vues de rationalisation à l'encontre de firmes qui maintinrent leurs ambitions économiques - et leurs projets d'engins - au moins à parts égales avec l'intérêt national, avec l'aval bienveillant du Führer. La rationalisation prévue pour 1946 n'est vraiment qu'une supposition.

Les E-50 et E-75 auraient certes eu leur place sur les champs de bataille européens. Toutefois, ils demeurent dans la continuité des modèles précédents, ne sont finalement qu'une mise à niveau sans véritablement afficher un bond technologique qui pourrait leur offrir le qualificatif d'« armes miracles ». Les réflexions uchroniques tendent à estimer que ces engins n'auraient été que peu, ou pas, supérieurs aux dernières créations alliées et soviétiques (par exemple le T-44) ; les chars en service en 1946-1947 (tel le Centurion britannique ou le T-54) soutiennent la comparaison, affichent des lignes plus modernes et marqueront les conflits (Guerre froide, Guerre de Corée, guerres israélo-arabes…) de l'après-guerre. L'impact éventuel du E-50 et du E-75 sur un prolongement de la Seconde Guerre mondiale en Europe n'aurait pu venir que de leur nombre, que des capacités productives du Reich. Ce qui, là encore, suscite des réserves.

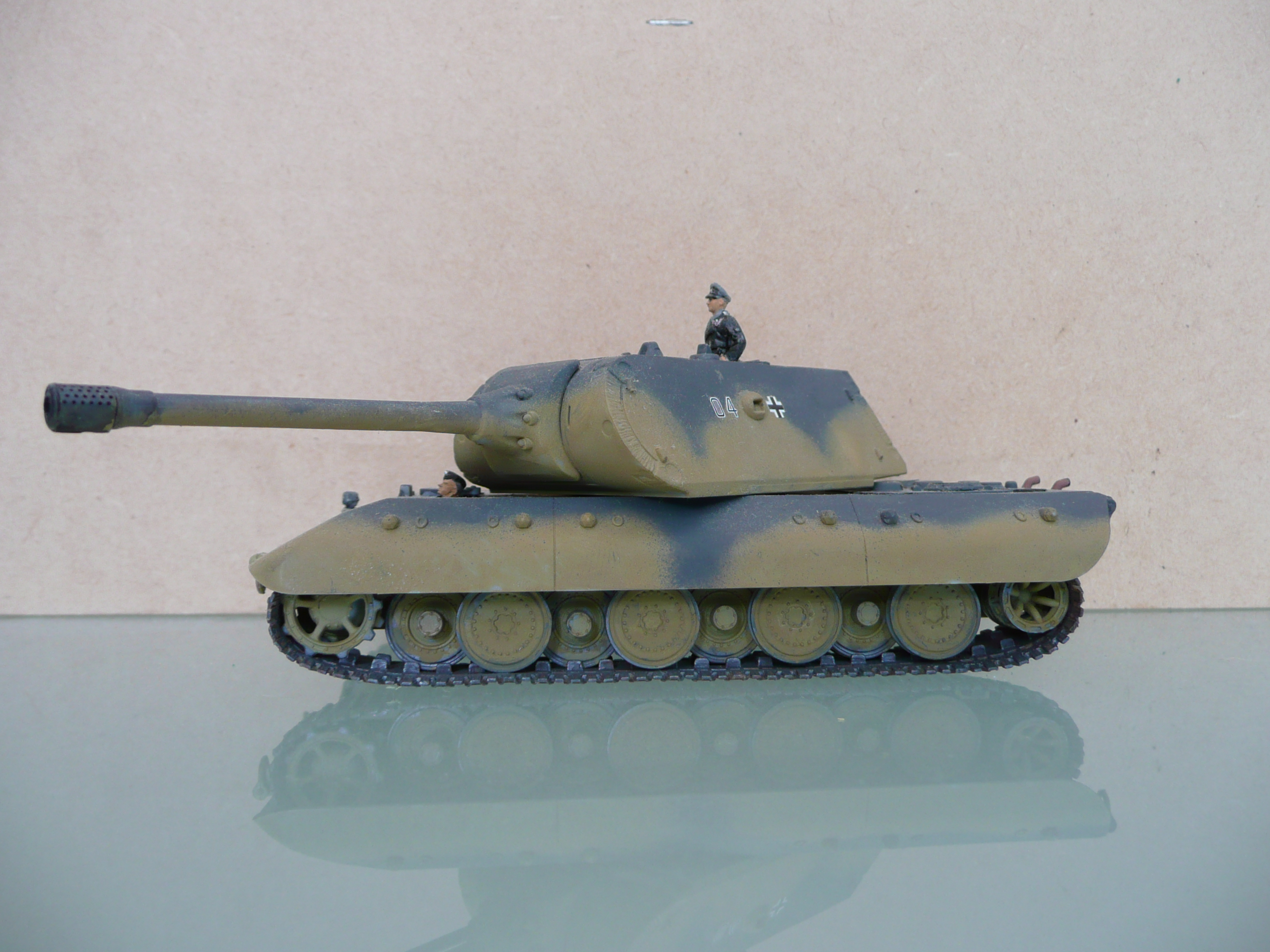
Maquette de E-100

À côté de ces deux prémisses de main battle tanks, les autres projets apparaissent plutôt secondaires. Le déploiement de chars super-lourds, quasi-exception germanique, ne semble répondre qu'au désir d'acquérir une supériorité tactique et qualitative (restreinte par les capacités technologiques de l'époque) inadéquate et illusoire, voire à une volonté de « gigantisme » propre au national-socialisme. Les chars légers, cantonnés à des rôles secondaires par les Alliés, semblent initier un nouveau mode de combat pour les troupes allemandes tout en concrétisant un besoin de présence quantitative. Alors que panzerjägers et surtout Stüge privilégiaient la « chasse à l'affût », avec un succès certain, les nouvelles plate-forme légères paraissent fonder leurs efficiences sur la vélocité, exacerbation du concept américain de tank destroyer. Or, cela implique d'une part des personnels hautement formés au combat tactique, ce qui ne semble certes pas être la politique de recrutement au sein du Reich agonisant ; d'autre part, les chars sans tourelle sont handicapés dans leur tir réactif : les chasseurs occidentaux, du Hellcat au (futur) AMX-13, en possède une. Les deux plus légers chars (sans compter les variantes escomptées mais qui ne seront pas étudiées avant la fin de la guerre) sont certes conçus aussi pour le tir en embuscade, à l'arrêt, en particulier grâce à une faible hauteur inégalée qui les rend difficilement décelables. Ce feu est néanmoins amoindri par des pièces d'artillerie à la balistique restreinte. Quant au E-25 privilégiant lui aussi la vélocité, il apparait comme le vrai char moyen et un panzer en entre-deux. « Panzer » (char d'assaut) car bien que dessiné comme un char-casemate, il peut parfaitement suivre la voie décidée par Hitler lui-même pour le Jagdpanzer IV qui s'est vu renommé Panzer IV/70 et attribué aux régiments de chars. « Entre deux » car le seul de la série compris entre 10 et 50 tonnes, avec une masse avoisinant celle des chars les plus construits durant le conflit (T-34, M4 Sherman, PzKpfw IV), bien en deçà des E-typen « lourds » : par son poids, le char standard E-50 s'apparente davantage aux Tiger (57 tonnes), M26 Pershing (42 tonnes) et autres JS (46 tonnes).
Finalement, après la chute du régime nazi et la récupération des plans par les vainqueurs, quel fut l'impact de la Série E ? Ses plans n'ont aucunement influencé les travaux des Trois Grands qui poursuivent le développement de leurs modèles. La France, qui réunit des techniciens d'outre-Rhin, en vient pourtant à privilégier des concepts d'avant-guerre. Même les liens de parentés entre le Jagdpanzer « Jaguar » et le Jagdpanzer 4-5 sont ténus. L'apport de l’ingénierie allemande à la guerre mécanisée sera en définitive bien moindre que dans les domaines de l'aéronautique et de la fuséologie. La Entwicklunsserie aura stimulé moins la technique que l'imaginaire.

Blindés de l'Après-guerre cités dans cet article
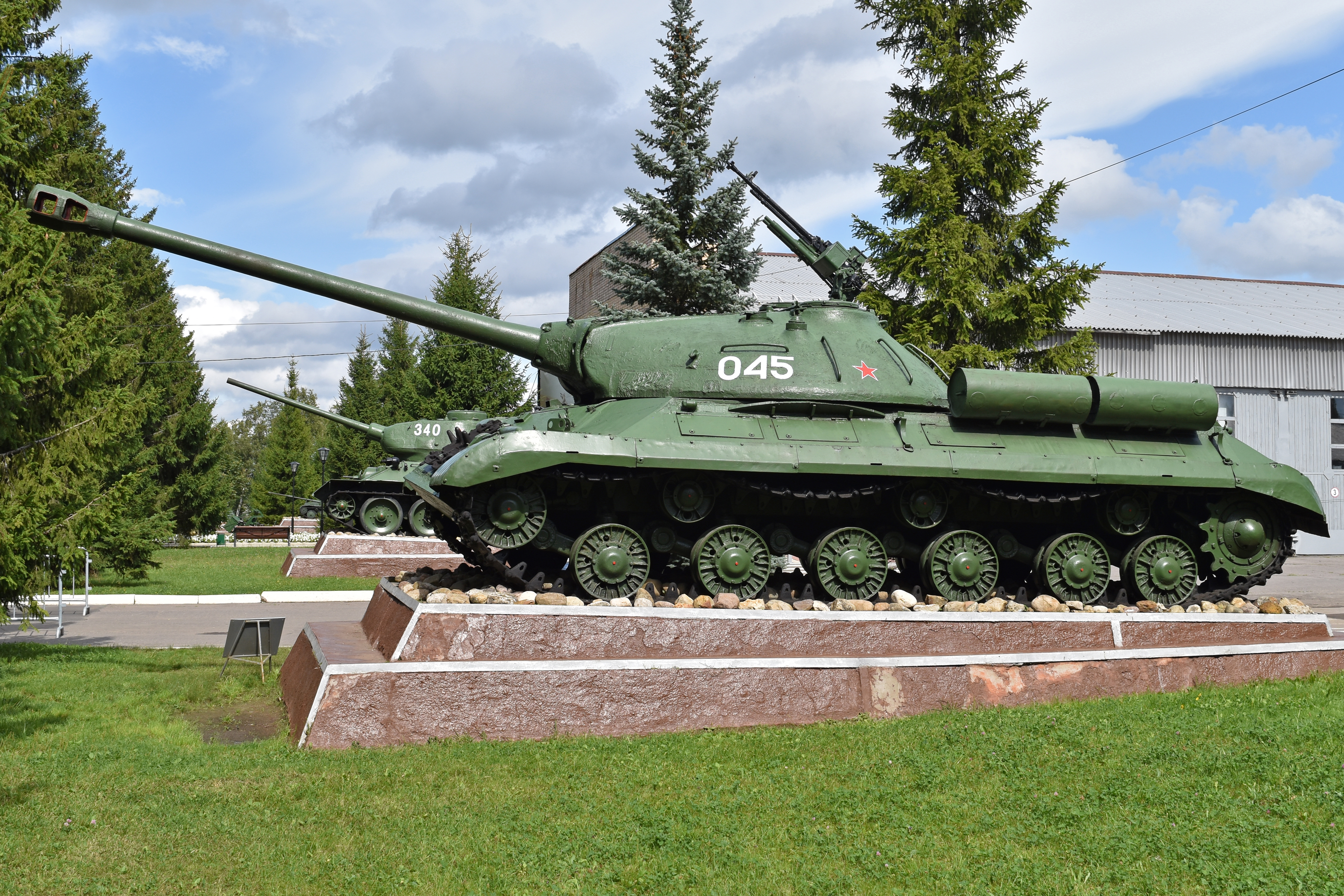
JS-3 soviétique
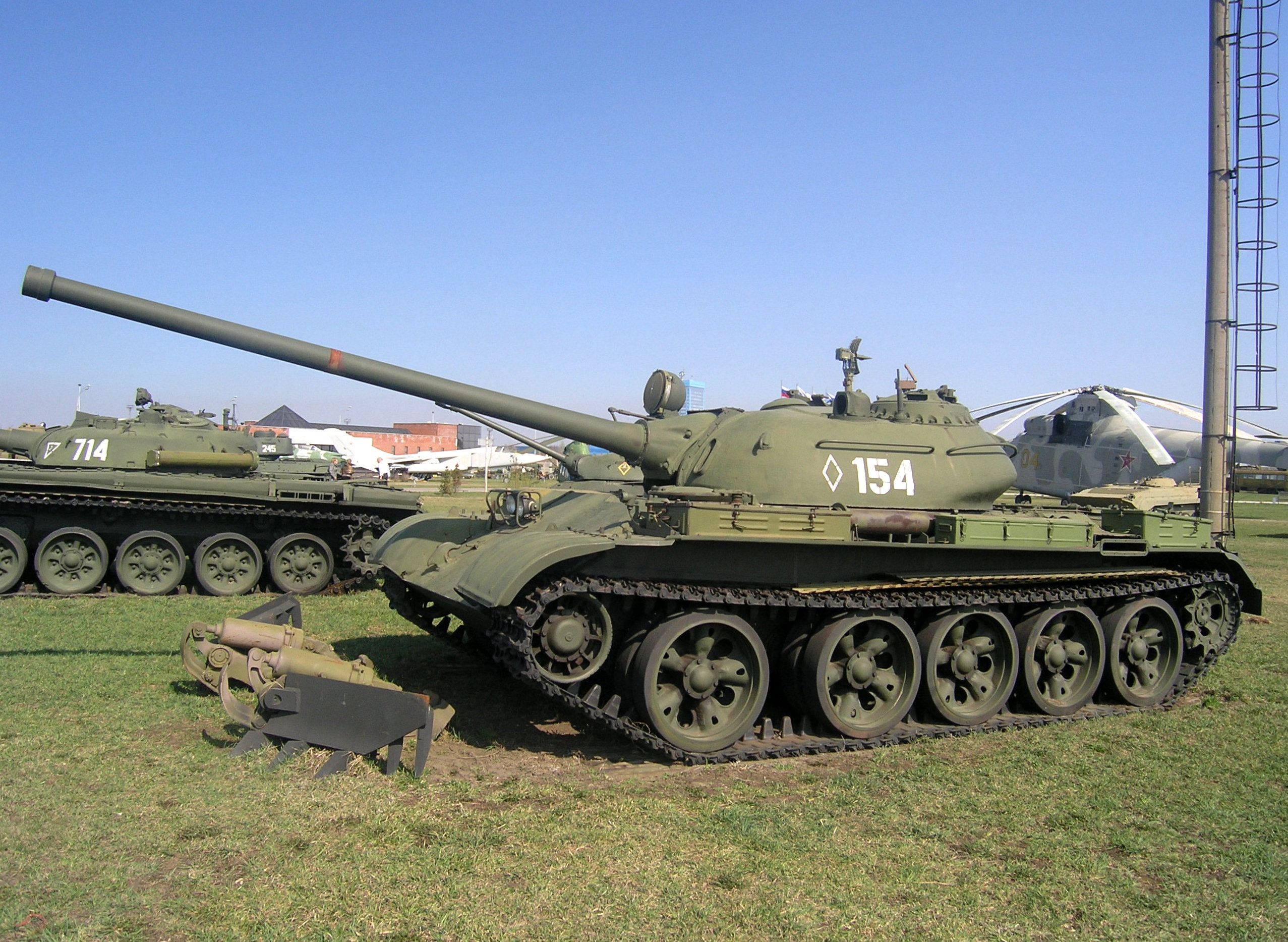
T-54 soviétique
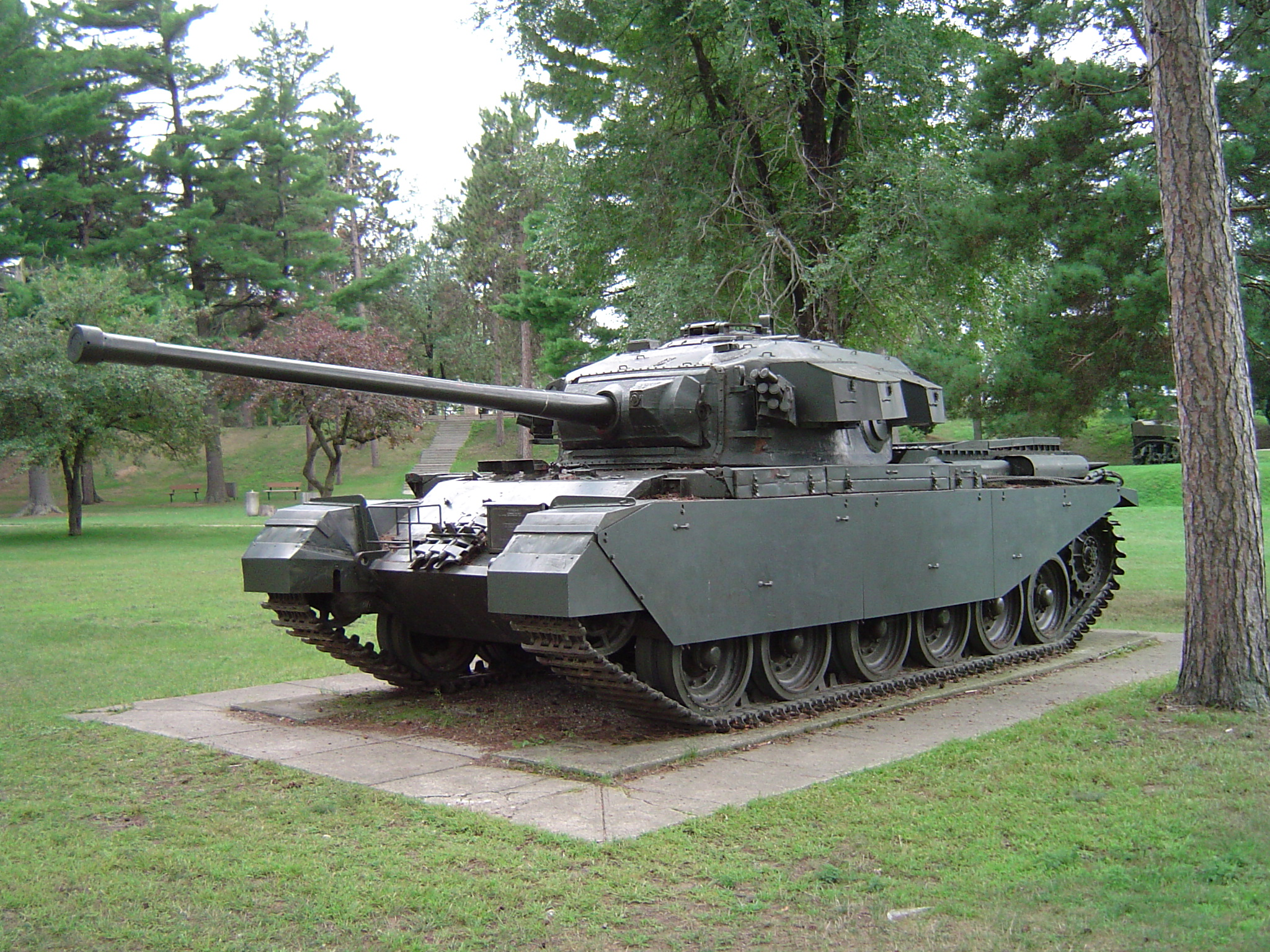
Centurion Mk I britannique
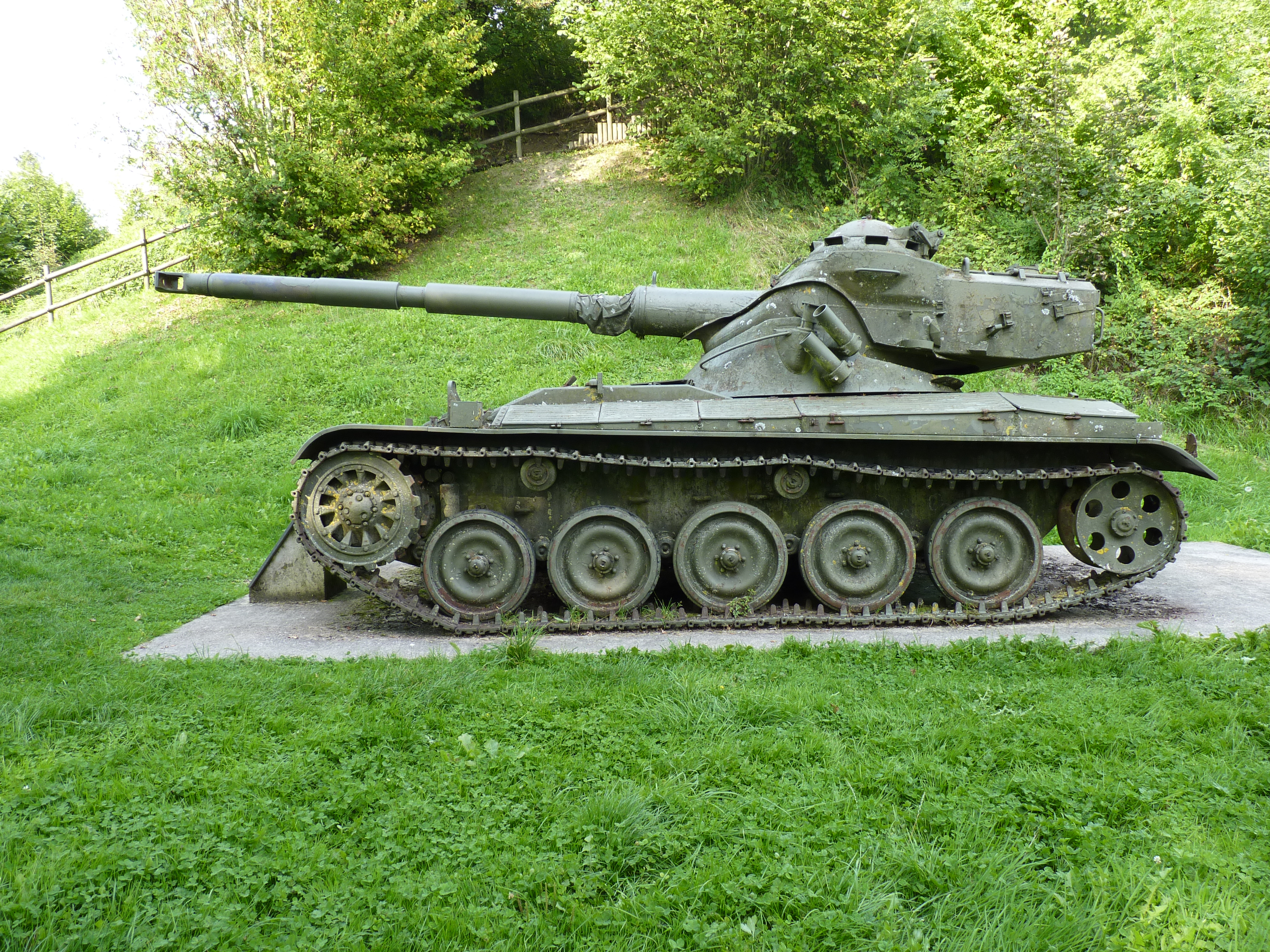
AMX-13 français
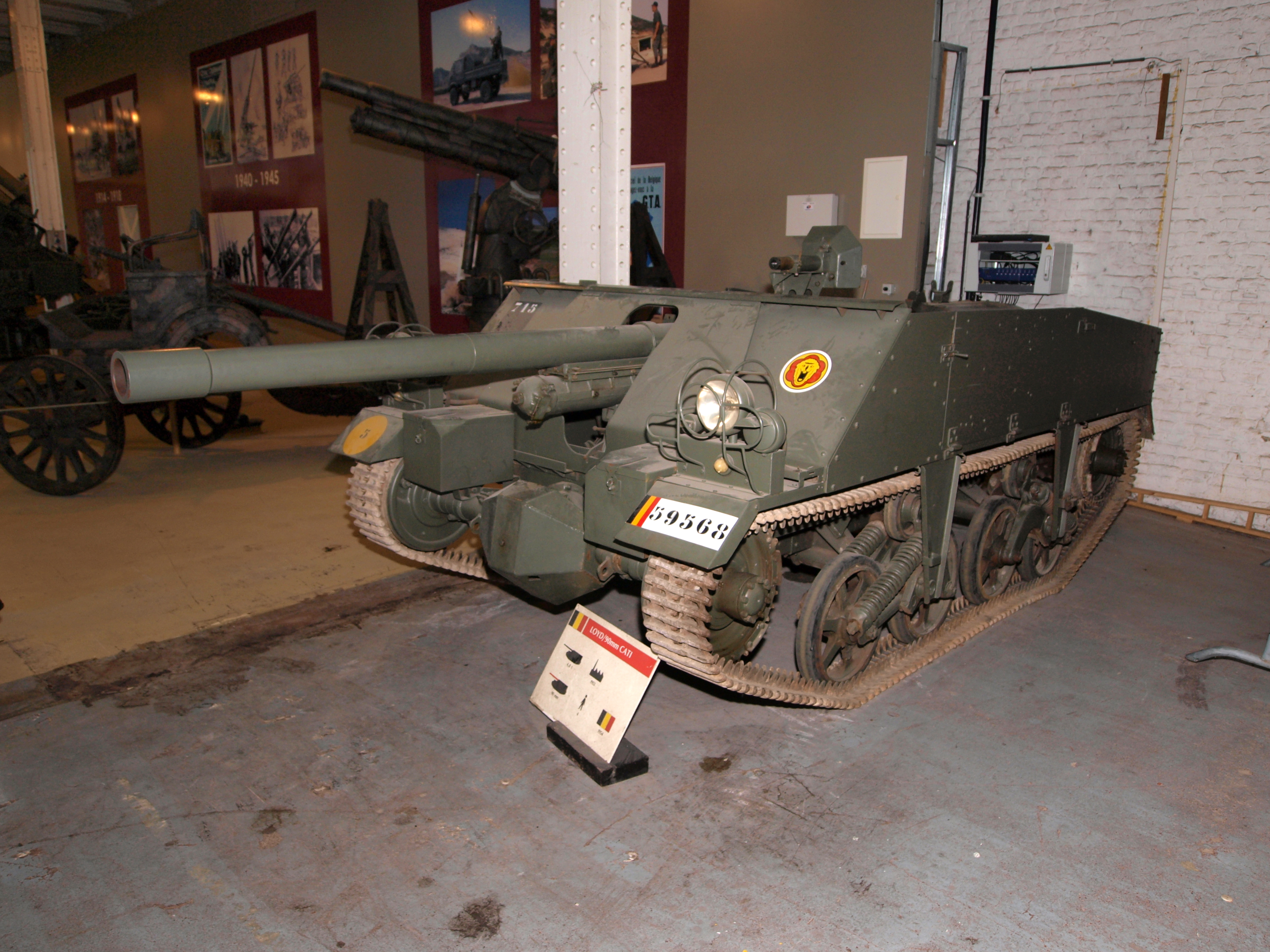
CATI 90mm belge
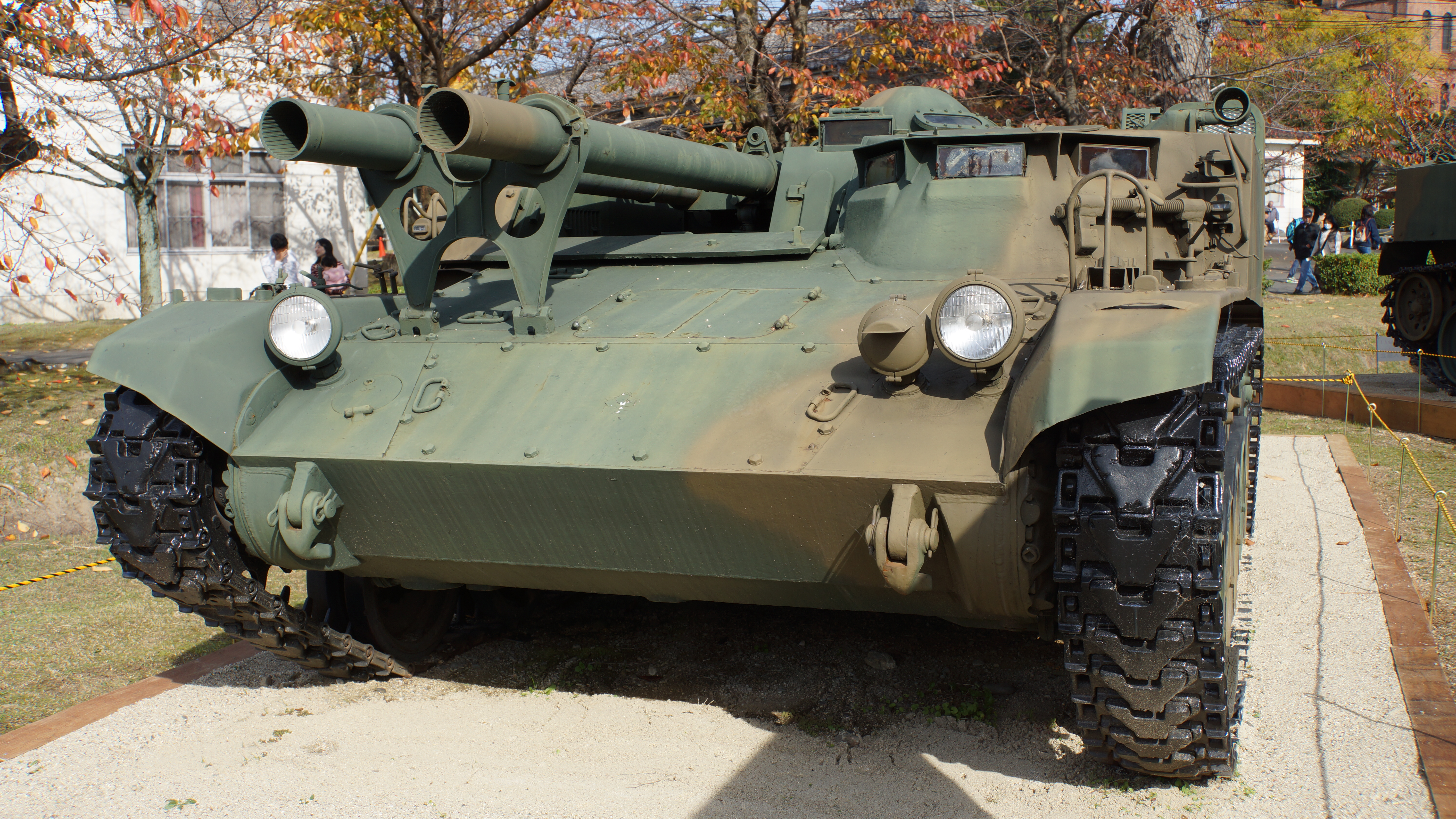
Type 60 japonais.
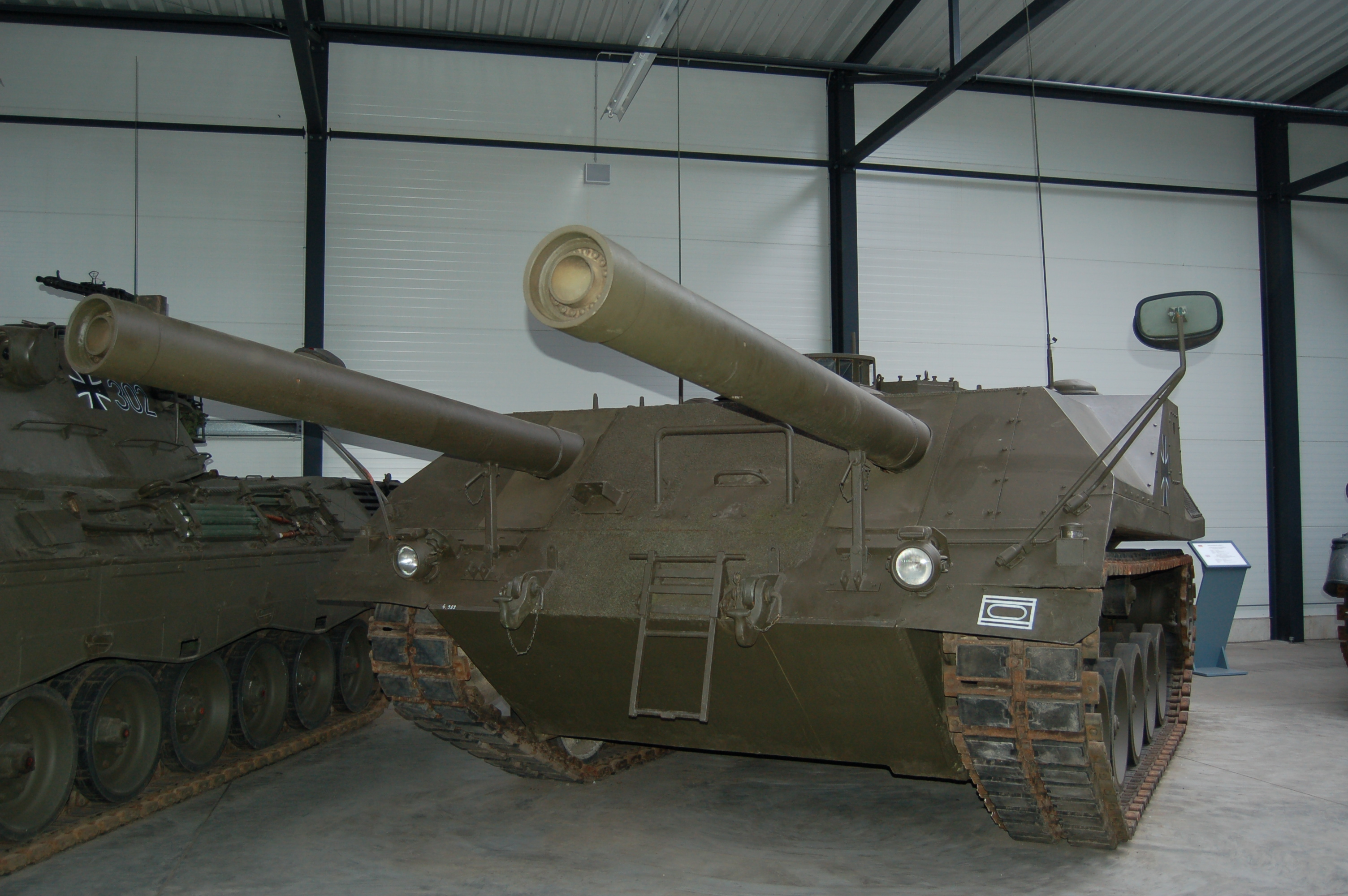
Prototype VT 1-1 Kampfpanzer 3
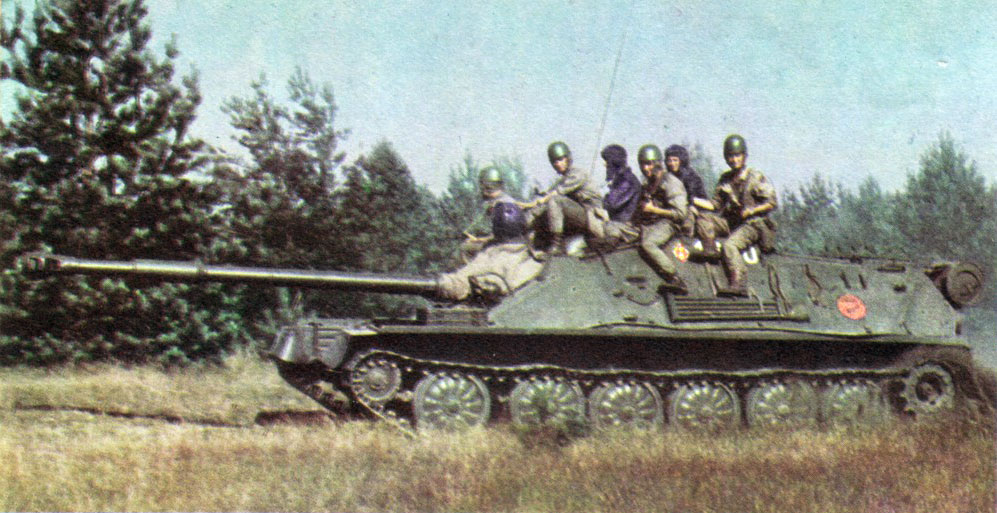
ASU-85 soviétique
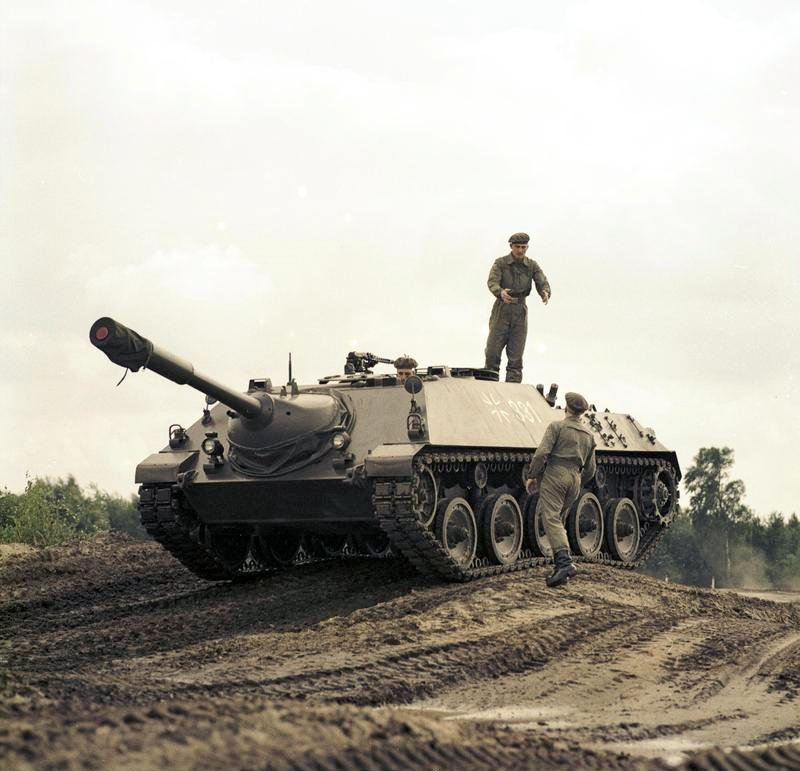
Kanonenjagdpanzer ouest-allemand

## De nos jours
- Les E 25, E 50, E 75 et le E 100 font partie du jeu vidéo MMO World of Tanks. Le E 25 est un chasseur de chars de tier VII, le E 50 et le « E 50 M » sont respectivement des chars moyens de tier IX et X. Le E 75 est un char super-lourd de tier IX. Le E 100 est lui un char super-lourd de tier X.
- Le E-100 est une récompense ultra rare d’environ 300 exemplaires sur le jeu vidéo War Thunder, il est en rupture de stock sur le marché.
- L'attrait des amateurs de modélisme militaire pour les engins originaux s'est concrétisé dans la commercialisation de modèles plastiques à échelles réduites reprenant les lignes, historiques ou imaginaires, des Entwicklungstypen, par des firmes telles Dragon[32], Trumpeter[33], Das Werk[34] ou bien Modelcollect.